# Cá voi tấm sừng hàm

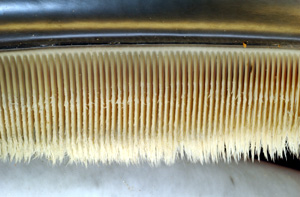
Tấm sừng

Cá voi tấm sừng (Danh pháp khoa học: Mysticeti) là một trong hai tiểu bộ của cá voi Cetacea (cá voi, cá heo, cá heo chuột). Cá voi tấm sừng được đặc trưng bởi có tấm sừng lọc thức ăn từ nước, thay vì có răng. Điều này phân biệt chúng với phân bộ cá voi khác, cá voi có răng hoặc Odontoceti. Cá voi tấm sừng còn sống có răng chỉ trong quá giai đoạn phôi thai. Hóa thạch Mysticeti có răng trước khi tấm sừng tiến hóa. Tiểu bộ này có chứa 4 họ còn tồn tại và 15 loài.

## phân loại
Họ hoặc chi tuyệt chủng có ký hiệu "†" đi kèm.
Phân bộ Mysticeti: Cá voi tấm sừng hàm
- Họ †Aetiocetidae
  - † Aetiocetus
  - † Ashorocetus
  - † Chonecetus
  - † Morawanocetus
  - † Willungacetus
- Họ †Aglaocetidae
  - † Aglaocetus
  - † Isanacetus
  - † Pinocetus
- HọBalaenidae:
  - Balaena
  - †Balaenella
  - †Balaenotus
  - †Balaenula
  - Eubalaena
  - Eucetites
  - †Morenocetus
- Họ Balaenopteridae: Rorquals[1]
  - †Archaebalaenoptera
  - Balaenoptera
  - †Cetotheriophanes
  - †Diunatans
  - †Mauicetus
  - Megaptera
  - †Notiocetus
  - †Parabalaenoptera
  - †Plesiobalaenoptera
  - †Praemegaptera
  - †Protororqualus
- †Họ Cetotheriidae
  - †Cephalotropis
  - †Cetotherium
  - †Herpetocetus
  - †Hibacetus
  - †Joumocetus
  - †Metopocetus
  - †Mixocetus
  - †Nannocetus
  - †Palaeobalaena
  - †Piscobalaena
  - †Plesiocetopsis
  - †Titanocetus
- †Họ Cetotheriopsidae
  - †Cetotheriopsis
  - †Micromysticetus
- †Họ Diorocetidae
  - †Amphicetus
  - †Diorocetus
  - †Plesiocetus
  - †Thinocetus
  - †Uranocetus
- †Họ Eomysticetidae
  - †Eomysticetus
- Họ Eschrichtiidae
  - †Archaeschrichtius
  - †Eschrichtioides
  - Eschrichtius
  - †Gricetoides
  - †Megapteropsis
- †Họ Llanocetidae
  - †Llanocetus
- †Họ Mammalodontidae
  - †Janjucetus
  - †Mammalodon
- Họ Neobalaenidae
  - Caperea
- †Họ Pelocetidae
  - †Cophocetus
  - †Halicetus
  - †Parietobalaena
  - †Pelocetus
  - †Eobalaenoptera
- Họ incertae sedis
  - †Amphitera
  - †Burtinopsis
  - †Idiocetus
  - †Imerocetus
  - †Isocetus
  - †Mesocetus
  - †Mioceta
  - †Otradnocetus
  - †Peripolocetus
  - †Piscocetus
  - †Siphonocetus
  - †Tiphyocetus
  - †Tretulias

1. ↑  Deméré, T.A.; Berta, A.; McGowen, M.R. (2005). "The taxonomic and evolutionary history of fossil and modern balaenopteroid mysticetes". Journal of Mammalian Evolution. Quyển 12 số 1/2. tr. 99–143. doi:10.1007/s10914-005-6944-3.